# نايف البشايرة
نايف البشايرة (30 سبتمبر 1977 -)، إعلامي وممثل ومدرب مهارات تطوير الذات .

## سيرته
انطلق في عام 1995 في عالم الكتابة والشعر والصحافة، كتب العديد من المقالات في عدة صحف ومجلات كويتية، شغل منصب مدير تحرير مجلة مونتانا لمدة عام في 2006، دخل مجال التمثيل وقدم أعمال تلفزيونية ومسرحية مختلفة، سلك طريق الإعداد وعمل بأكثر من محطة فضائية.. إلى أن تم التعاون مع تلفزيون الراي، حاليا يدير عدة برامج رئيسية في تلفزيون الراي حصد من خلالها عدة جوائز كأفضل معد برامج تلفزيونية، وحصد برنامج المسابقات تراي على جائزة الإبداع الفضية في مهرجان القاهرة للإعلام العربي من تقديم نواف القطان وإعداد نايف البشايره لصالح قناة الراي.